# Cicurina eburnata
Espèce
Cicurina eburnata est une espèce d'araignées aranéomorphes de la famille des Cicurinidae.

## Distribution
Cette espèce est endémique du Hubei en Chine,. Elle se rencontre dans le district forestier de Shennongjia.

## Description
La femelle holotype mesure 7,50 mm et le mâle paratype 3,00 mm.

## Systématique et taxinomie
Cette espèce a été décrite par Wang en 1994.

## Publication originale
- Wang, 1994 : « Three new species of agelenid spiders from south China (Araneae: Agelenidae). » Acta Zootaxonomica Sinica, vol. 19, p. 286-292.